# Sandefjord
Sandefjord este o comună din provincia Vestfold, Norvegia.
Are o suprafață de 422,26 km². Populația este de 66.231 locuitori, determinată în 27 februarie 2024, prin Folkeregisteret[*].

## Personalități născute aici
- Anita Hegerland (n. 1961), cântăreață.